# Ana Maras
Ana Maras Harmander (Split, 9. lipnja 1981.) je hrvatska kazališna, filmska i televizijska glumica.

## Kazalište
U ansamblu Satiričkog kazališta Kerempuh je od 1.veljače 2009. godine u kojemu ostvaruje mnogobrojne uloge u predstavama.

### Uloge
- M. Lasica/J. Satinski: Komedijanti
- I. Balenović/B. Svrtan: Metastaze /Jasna, Sanja, Zorica/
- A. Tomić: Ljubav, struja, voda & telefon/Branka/
- A. Tomić: Čudo u poskokovoj dragi/Lovorka/
- F. Hadžić: Prevaranti/Ines/
- H. Bojčev: Bolnica na kraju grada/Žena/
- J. Poiret: Krletka/Andrea/
- B. Nušić/ O. Frljić: Gospođa ministarka

Uloge u drugim kazalištima:
- Balon, Teatar Exit, redatelj: Mislav Brečić
- Hej!ima li tamo koga ?, DK Dubrava, redatelj: Dario Harjaček
- Zlocestofobija,Djecje kazaliste Žar ptica, redateljica: Nina Kleflin
- Oprez djevojcice, stanite djecaci, Ludens teatar, redatelj: Sven Šestak
- Crveni kisobran, Kazalište Žar ptica, redatelj: Želimir Mesarić
- Fritz i pjevacica, Glumačka družina Histrion, redatelj: Zlatko Vitez
- Cardenio, Glumačka družina Histrion, redatelj: Želimir Mesarić
- Veliki zavodnik Knapp, redatelj: Matjaž Latin
- Gdje je nestao Bozo B.?, Teatar &td, redateljica: Olja Lozica
- Sudbine, Kazališna družina “Dijalog”, redatelj: Antun Tudić
- Iluzija iza kulisa,Bjelovarsko kazalište, redateljica: Nina Kleflin
- Petrica Kerempuh i spametni Osel,HNK Varaždin, redatelj: Zlatko Bourek

## Filmografija

### Televizijske uloge
- "Sjene prošlosti" kao Ana Kolarić (2024.)
- "FBI: International" kao mama (2023.)
- "Kumovi" kao konobarica Anica (2022.)
- "Bogu iza nogu" kao Nela (2021.)
- "Tvoje lice zvuči poznato" kao Ana Maras Hramander (2016.)
- "Kud puklo da puklo" kao Larisa (2014. – 2016.)
- "Larin izbor" kao Anita (2011. – 2012.)
- "Stipe u gostima" kao Anita (2009.; 2011.)
- "Bračne vode" kao Višnja Tučak (2008.)
- "Luda kuća" kao studentica (2008.)
- "Cimmer fraj" kao tapetarka Hrvojka (2006.)
- "Balkan Inc." kao Betty (2006.)
- "Kad zvoni?" kao prostitutka (2005.)

### Filmske uloge
- "Svećenikova djeca" kao Vesna(2013.)
- "Košnice" kao Novinar(2012.)
- "Harakiri djeca" (2010.)
- "Šampion" kao Nusreta (2010.)
- "Zagrebačke priče" (2009.)
- "Metastaze" kao djevojka u kladionici (2009.)
- "Zapamtite Vukovar" (2008.)
- "Montaža - Razglednica iz Hrvatske" (2006.)

### Sinkronizacija
- "Moj ljubimac Marmaduke" kao cura iz 3. OC-a (2010.)

## Nagrade i priznanja
- Nagrada za najbolju žensku ulogu, Avignon festival, Francuska za ulogu Puka u “Snu ljetne noći” /redatelj: G. Golovko/ – 2000.
- Rektorova nagrada za “Balade Petrice Kerempuha” M. Krleže /redatelj: Boris Svrtan/ – 2005.
- Nagrada za najbolju žensku ulogu, Festival puckog teatra za “Balade Petrice Kerempuha” – 2006.
- Nagrada za žensku ulogu, 1. Festival hrvatske drame za djecu, Marulic za ulogu u “Crvenom kišobranu” V. Stahuljak /redatelj: Želimir Mesarić/ – 2008.
- Nagrada za žensku ulogu, Assitej, za ulogu u “Hej, ima li tamo koga?” J. Gaardera /redatelj: D. Harjaček/ – 2008.

## Vanjske poveznice
- Ana Maras u internetskoj bazi filmova IMDb-u (engl.)